# Parafia św. Izydora w Jankowicach Pszczyńskich
Parafia św. Izydora w Jankowicach Pszczyńskich – katolicka parafia w archidiecezji katowickiej i dekanacie Miedźna.

## Historia
W 1949 roku biskup Stanisław Adamski polecił Józefowi Tchórzowi, księdzu z Pszczyny, zbudować kościół w Jankowicach. Prace budowlane ruszyły 24 czerwca 1950 roku. 15 września 1950 roku świątynię poświęcił dziekan - ksiądz Józef Okręt.

W 1998 roku proboszcz parafii - ksiądz Arkadiusz Janyga wyszedł z inicjatywą powstania nowego budynku kościoła. Prace ruszyły w marcu 2000 roku. Budowla została poświęcona 10 maja 2007 roku przez arcybiskupa Damiana Zimonia.

## Proboszczowie
Funkcję proboszcza parafii sprawowali:
- ks. Józef Tchórz (1949-1950)
- ks. Antoni Kraus (1951-1952)
- ks. Alojzy Lazar (1952-1956)
- ks Józef Kamiński (1956)
- ks. Antoni Gasz (1956-1958)
- ks. Jan Rother (1958-1980)
- ks. Arkadiusz Janyga (1980-2004)
- ks. Eugeniusz Chudek (od 2004)